# Cacería de Lagartos
Cacería de Lagartos es una banda de rock, punk y fusión formada en 1992 en Quito, Ecuador, inicialmente activa hasta 2006. Tras un paréntesis de casi una década, la agrupación retornó en 2017.

## Inicios
La banda fue conformada por Hugo Ferro y Xavier Ruiz, quienes se habrían juntado para un taller de rock y jazz organizado por el centro de difusión cultural del Banco Central del Ecuador. El nombre habría sido tomado tras observar en una galería la imagen de un montuvio atrapando lagartos en la Costa ecuatoriana. Posteriormente adoptarían su formación definitiva junto a Fabio Ferro, Álvaro Rosero, Carlos Osejo y César Samaniego, realizando sus primeras presentaciones en el parque El Ejido del centro norte de Quito.

## Trayectoria
Tras publicar un demotape homónimo, en 1996 fichan con el sello discográfico ecuatoriano MTM Discos, lanzando su álbum debut Transporte Popular. En febrero de 1999 la agrupación fue invitada al festival Pululahua, Rock desde el Volcán.
Luego de debutar en el Quito Fest de 2004, ese mismo año lanza No Cover, disco compuesto por varias versiones de temas de la música tradicional, popular y de rock pop ecuatoriano, rindiendo a la vez homenaje a grupos e intérpretes como TercerMundo, Cruks en Karnak, Mamá Vudú, Clip, La Pandilla y otros.
En 2016, Cacería de Lagartos regresó a los escenarios ecuatorianos con una nueva alineación, sumando al baterista Frank Guerrero y al bajista Andrés Nardela y estrenando un nuevo disco, La Vieja Escuela. Durante la pandemia por Covid-19 en Ecuador, en enero de 2021 la banda estrenó un nuevo tema inédito, "Bienvenidos a lo Mismo", difundido en plataformas digitales.

## Integrantes
- Hugo Ferro (voz)
- Frank Guerrero (batería)
- Fabio Ferro (guitarra)
- Andrés Nardela (bajo)

## Discografía
- Transporte Popular (1996)
- Canciones para adolescentes románticos (2000)
- Tropical Profano (2003)
- No Cover (2004)
- La vieja escuela (2017)
- Bienvenidos a lo mismo (EP, 2021)